# Joyce Kilmer
Joyce Kilmer   (New Brunswick, 6 de desembre de 1886 - Seringes-et-Nesles, 30 de juliol de 1918) va ser un escriptor i poeta estatunidenc recordat principalment per un poema curt titulat "Trees" (arbres) (1913), que es va publicar a la col·lecció Trees and Other Poems el 1914. Tot i ser un poeta prolífic les obres del qual celebraven la bellesa comuna del món natural, així com la seva fe catòlica, Kilmer també va ser periodista, crític literari, conferenciant i editor. En el moment del seu desplegament com a soldat a Europa durant la Primera Guerra Mundial, Kilmer va ser considerat el principal poeta i conferenciant catòlic estatunidenc de la seva generació, a qui els crítics sovint comparaven amb els contemporanis britànics G.K. Chesterton (1874–1936) i Hilaire Belloc (1870–1953).:p. 27 Es va allistar a la Guàrdia Nacional de Nova York i va ser desplegat a França amb el 69è Regiment d'Infanteria (el famós "Fighting 69th") el 1917. Va morir per una bala de franctirador a la Segona Batalla del Marne el 1918 a 31 anys. Estava casat amb Aline Murray, també una poeta i autora consumada, amb qui va tenir cinc fills.
Tot i que la majoria de les seves obres són en gran part desconegudes avui dia, uns quants dels seus poemes continuen sent populars i es publiquen amb freqüència en antologies. Diversos crítics, inclosos tant contemporanis de Kilmer com estudiosos moderns, han qualificat l'obra de Kilmer de massa simple i excessivament sentimental, i han suggerit que el seu estil era massa tradicional, fins i tot arcaic. Molts escriptors, inclòs notablement Ogden Nash, han parodiat l'obra i l'estil de Kilmer, com ho demostren les nombroses imitacions de "Arbres".

## Trees
Trees (Arbres, en català), és un poema líric que Kilmer va escriure el febrer de 1913, es va publicar per primera vegada a Poetry: A Magazine of Verse aquell agost i es va incloure a la col·lecció de Kilmer de 1914 Trees and Other Poems. El poema, en dotze versos de versos tetràmetres iàmbics que rimen, descriu el que Kilmer percep com la incapacitat de l'art creat per la humanitat per replicar la bellesa aconseguida per la natura.
Aquesta és l'obra més recordada de Kilmer, un poema que ha estat objecte de freqüents paròdies i referències en la cultura popular. L'obra de Kilmer sovint és menyspreada pels crítics i rebutjada pels estudiosos per ser massa simple i excessivament sentimental, amb un estil era massa tradicional i fins i tot arcaic. Malgrat això, l'atractiu popular del poema ha contribuït a la seva persistència. El crític literari Guy Davenport el considera "l'únic poema conegut per pràcticament tothom". "Arbres" s'inclou sovint en antologies de poesia i ha estat musicat diverses vegades — inclosa una interpretació popular d'Oscar Rasbach, interpretada pels cantants Nelson Eddy, Robert Merrill i Paul Robeson.
La ubicació d'un arbre específic com a possible inspiració per al poema ha estat reivindicada per diverses institucions relacionades amb la vida de Kilmer; entre aquests hi ha la Universitat Rutgers, la Universitat de Notre Dame i pobles de tot el país que Kilmer va visitar. Tanmateix, el fill gran de Kilmer, Kenton, declara que el poema no es refereix a cap arbre en particular — que podria aplicar-se igualment a qualsevol. "Arbres" va ser escrit en una habitació del pis superior de la casa familiar a Mahwah, Nova Jersey, que "mirava cap avall d'un turó, a la nostra gespa ben boscosa". Kenton Kilmer va declarar que, si bé el seu pare era "molt conegut pel seu afecte pels arbres, el seu afecte certament no era sentimental — la característica més distingida de la propietat de Kilmer era una pila de llenya colossal fora de casa seva". :p.28
| Trees (original anglès) For Mrs. Henry Mills Alden                           | Arbres (traducció al català) Per a la Sra. Henry Mills Alden                   |
| I think that I shall never see A poem lovely as a tree.                      | Crec que mai no veuré un poema bell com un arbre.                              |
| A tree whose hungry mouth is prest Against the earth’s sweet flowing breast; | Un arbre la boca famolenca del qual s'atansa al dolç i fluid pit de la terra;  |
| A tree that looks at God all day, And lifts her leafy arms to pray;          | Un arbre que mira Déu tot el dia, i alça els seus braços frondosos per pregar; |
| A tree that may in Summer wear A nest of robins in her hair;                 | Un arbre que a l'estiu pot lluir un niu de pit-rojos als cabells;              |
| Upon whose bosom snow has lain; Who intimately lives with rain.              | Sobre el si del qual ha reposat la neu; que viu íntimament amb la pluja.       |
| Poems are made by fools like me, But only God can make a tree.               | Els poemes els fan ximples com jo, però només Déu pot fer un arbre.            |